# 吉田イサム
吉田 イサム（よしだ いさむ、1937年 - 2009年12月19日）は、日本の建築家・カンツォーネ歌手。建築家吉田イサムとアーク・ハイを主宰し、建築作品を残す。東北ハウジングアカデミー副学院長のほか、宮城県建築士事務所協会副会長、仙台市景観条例検討委員会委員などを歴任。愛媛県西条市生まれ。
京都工芸繊維大学工芸学部建築工芸学科を卒業。1974年 吉田イサム事務所開設。のち名称変更。
中新田町文化会館（バッハホール）で、日本建築学会東北支部東北建築賞作品賞部門受賞。そのほか社団法人日本建築士事務所協会連合会建築賞受賞。
おもな作品に、すずき脳神経外科クリニック、ギャラリー杜の音、仙台市片平市民センター 、奥遠刈田温泉竹泉荘、八木山佳養亭、富谷松寿庵 など多数。